# Peter Burghard Strack
Peter Burghard Strack (* 12. Juli 1940 in Berlin; † 27. September 2014 in Windhoek) war ein aus Deutschland stammender namibischer Architekt, Künstler und Kunstsammler.

## Leben
Peter Strack war als Architekt in Namibia tätig und hat zusammen mit seinem Partner Hans-Erik Staby für das Unternehmen Stauch & Partners zahlreiche Großprojekte realisiert, wie das Gebäude der Namibischen Zentralbank in Windhoek. Strack hat das Stadtbild Windhoeks mitgeprägt. Für die „Lüderitzbucht-Stiftung“ engagierte er sich für die Bewahrung wertvoller historischer Gebäude der Hafenstadt.
Er war als bildender Künstler in Namibia bekannt ebenso wie als Kunstsammler Südwester bzw. namibischer Meister. Er war Mitglied der Kunstvereinigung von Namibia. Im September 2013 wurde noch die Ausstellung Peter Strack Restrospective by the Swakopmund Arts Association gezeigt.
Er hinterlässt seine Frau, zwei Söhne und vier Enkel.

## Schriften
- Adolph Jentsch: Die Bilder aus der Zigarrenkiste, Namibiana Buchdepot 2003, ISBN 3936858195
- Adolph Jentsch: Die Bilder aus der Zigarrenkiste., Namibia Wissenschaftliche Gesellschaft 2003.
- Zeitlose Begegnungen: Fritz Krampe – Ein Malerleben in Afrika, Namibiana Buchdepot 2006, ISBN 3936858845[5]
- Timeless encounters: Fritz Krampe : a painter's life in Africa, Kuiseb Verlag Namibia 2007, ISBN 9991640703